# のと里山空港インターチェンジ
のと里山空港インターチェンジ（のとさとやまくうこうインターチェンジ）は、石川県輪島市三井町洲衛（みいまちすえ）にある能越自動車道（穴水道路・輪島道路）のインターチェンジである。

## 歴史
- 2006年（平成18年）6月10日 - 穴水IC - 当IC間の開通に伴い、供用開始[1][2][4][5]。供用開始当初の名称は能登空港インターチェンジ（のとくうこうインターチェンジ）[1][2][3]。
- 2007年（平成19年）
  - 3月25日 - 同日発生した能登半島地震により、穴水IC - 当IC間が通行止となる[6]。
  - 3月29日 - 穴水IC - 当IC間の通行止を解除[7]。
- 2016年（平成28年）9月30日 - インターチェンジの名称を「能登空港インターチェンジ」から「のと里山空港インターチェンジ」に変更[3][8][9]。
- 2022年（令和4年）3月26日 - 能越道の延伸工事に伴い、出口位置を変更[10][11]。
- 2023年（令和5年）9月16日 - 当IC - のと三井IC間開通[12][11][13][14]。

## 接続道路
- 石川県道303号柏木穴水線（珠洲道路）

## 周辺
- 能登空港・道の駅のと里山空港[3]
  - 奥能登広域圏事務組合事務局
- 日本航空大学校
- 日本航空高等学校石川

## 隣
E41 能越自動車道（穴水道路・輪島道路）
穴水IC - のと里山空港IC - のと三井IC